# لوك فريتز
لوك فريتز هو لاعب كرة القدم الكندية كندي، ولد في 10 أغسطس 1978 في أوسويوس في كندا.